# Luan Dias
Luan Dias da Silva, noto semplicemente come Luan Dias (Santos, 31 luglio 1997), è un calciatore brasiliano, attaccante del Suwon.

## Carriera
Cresciuto nel settore giovanile dell'Água Santa, il 12 febbraio 2022 viene ceduto in prestito al Goiás fino al termine della stagione, con cui esordisce il 28 maggio disputando l'incontro del Brasileirão pareggiato per 1-1 contro il RB Bragantino.

## Statistiche

### Presenze e reti nei club
Statistiche aggiornate al 28 luglio 2022.
| Stagione        | Squadra         | Campionato      | Campionato | Campionato | Coppe nazionali | Coppe nazionali | Coppe nazionali | Coppe continentali | Coppe continentali | Coppe continentali | Altre coppe | Altre coppe | Altre coppe | Totale | Totale |
| Stagione        | Squadra         | Comp            | Pres       | Reti       | Comp            | Pres            | Reti            | Comp               | Pres               | Reti               | Comp        | Pres        | Reti        | Pres   | Reti   |
| --------------- | --------------- | --------------- | ---------- | ---------- | --------------- | --------------- | --------------- | ------------------ | ------------------ | ------------------ | ----------- | ----------- | ----------- | ------ | ------ |
| 2018            | Água Santa      | A2/SP           | 10         | 0          |                 | -               | -               |                    | -                  | -                  |             | -           | -           | 10     | 0      |
| 2019            | Água Santa      | A2/SP           | 16         | 1          |                 | -               | -               |                    | -                  | -                  |             | -           | -           | 16     | 1      |
| 2020            | Água Santa      | A1/SP           | 12         | 2          |                 | -               | -               |                    | -                  | -                  |             | -           | -           | 12     | 2      |
| 2020            | Ponte Preta     | B               | 18         | 0          | CB              | 1               | 0               |                    | -                  | -                  |             | -           | -           | 19     | 0      |
| 2021            | Água Santa      | A2/SP           | 17         | 2          |                 | -               | -               |                    | -                  | -                  |             | -           | -           | 17     | 2      |
| 2021            | Goiás           | B               | 28         | 4          | CB              | -               | -               |                    | -                  | -                  |             | -           | -           | 28     | 4      |
| 2022            | Água Santa      | A1/SP           | 0          | 0          |                 | -               | -               |                    | -                  | -                  |             | -           | -           | 0      | 0      |
| 2022            | Goiás           | A               | 22         | 0          | CB              | 2               | 0               |                    | -                  | -                  |             | -           | -           | 24     | 0      |
| 2023            | Água Santa      | A1/SP           | 14         | 1          |                 | -               | -               |                    | -                  | -                  |             | -           | -           | 14     | 1      |
| 2023            | Santos          | A1/SP+A         | 0+1        | 0          | CB              | 0               | 0               | CS                 | 0                  | 0                  |             | -           | -           | 1      | 0      |
| Totale carriera | Totale carriera | Totale carriera | 138        | 10         |                 | 3               | 0               |                    | 0                  | 0                  |             | -           | -           | 141    | 10     |

## Palmarès

### Club

#### Competizioni statali
- Campeonato Paulista Série A2: 1

Água Santa: 2021